# Thlaspi crassiusculum
Thlaspi crassiusculum är en korsblommig växtart som först beskrevs av Friedrich Karl Meyer, och fick sitt nu gällande namn av Werner Rodolfo Greuter och Hervé Maurice Burdet. Thlaspi crassiusculum ingår i släktet skärvfrön, och familjen korsblommiga växter. Inga underarter finns listade i Catalogue of Life.